# Glomus formosanum
Glomus formosanum är en svampart som beskrevs av C.G. Wu & Z.C. Chen 1986. Glomus formosanum ingår i släktet Glomus och familjen Glomeraceae.   Inga underarter finns listade i Catalogue of Life.